# In the Dark (britische Fernsehserie)
In the Dark ist eine britische Krimi-Dramaserie des Fernsehsenders BBC One, die erstmals am 11. Juli 2017 veröffentlicht wurde. Die Miniserie basiert auf die Romane Time of Death und In the Dark von Mark Billingham aus den Jahren 2008 und 2015. Die deutschsprachige Erstveröffentlichung erfolgte ab dem 14. Mai 2018 auf ZDFneo.

## Handlung
Die Serie besteht aus zwei separaten zweiteiligen Geschichten, die sich um die Ermittlerin Helen Weeks drehen. Im ersten Zweiteiler findet Weeks heraus, dass sie schwanger ist und wird in einen Fall verwickelt, in dem der Ehemann ihrer besten Freundin aus Kindertagen beschuldigt wird, zwei junge Mädchen entführt zu haben. Im zweiten Zweiteiler befasst die hochschwangere Weeks sich mit dem Tod eines Freundes, der Verbindungen in den kriminellen Untergrund Manchesters aufzeigt.

## Besetzung und Synchronisation
Die deutschsprachige Synchronisation entstand nach den Dialogbüchern und unter der Dialogregie von Beate Gerlach durch die Synchronfirma D-Facto Motion in Berlin.
| Rolle             | Darsteller      | Synchronsprecher  | Episoden |
| ----------------- | --------------- | ----------------- | -------- |
| DI Helen Weeks    | MyAnna Buring   | Marie Bierstedt   | 1–4      |
| DI Paul Hopkins   | Ben Batt        | Christoph Banken  | 1–4      |
| DI Adam Perrin    | David Leon      | Fabian Oscar Wien | 1–4      |
| DCI Jack Gosforth | Jamie Sives     | Frank Röth        | 1–4      |
| Phil Hendricks    | Matt King       | Matti Klemm       | 1–4      |
| Jenny             | Georgia Tennant | Nicole Hannak     | 1–4      |

## Episodenliste
Die Miniserie wurde vom 11. Juli bis zum 1. August wöchentlich auf BBC One ausgestrahlt. Die deutschsprachige Erstveröffentlichung erfolgte am 14. und 21. Mai 2018 ab 23:20 Uhr in Doppelfolgen beim deutschen Spartensender ZDFneo.
| Nr. | Deutscher Titel | Originaltitel         | Erstausstrahlung (UK) | Deutschsprachige Erstveröffentlichung (D) | Regie                | Drehbuch           |
| --- | --------------- | --------------------- | --------------------- | ----------------------------------------- | -------------------- | ------------------ |
| 1   | Vermisst        | Time of Death: Part 1 | 11. Juli 2017         | 14. Mai 2018                              | Gilles Bannier       | Danny Brocklehurst |
| 2   | Überführt       | Time of Death: Part 2 | 18. Juli 2017         | 15. Mai 2018                              | Gilles Bannier       | Danny Brocklehurst |
| 3   | Schatten        | In the Dark: Part 1   | 25. Juli 2017         | 21. Mai 2018                              | Ulrik Imtiaz Rolfsen | Danny Brocklehurst |
| 4   | Dunkelheit      | In the Dark: Part 2   | 1. Aug. 2017          | 22. Mai 2018                              | Ulrik Imtiaz Rolfsen | Danny Brocklehurst |